# Freycinetia lagenicarpa
Freycinetia lagenicarpa là một loài thực vật có hoa trong họ Dứa dại. Loài này được Warb. miêu tả khoa học đầu tiên năm 1905.